# Agathobaculum
Agathobaculum ist eine Gattung von Bakterien. Mitglieder der Gattung kommen im menschlichen und tierischen Darm vor.

## Merkmale
Einige Arten von Agathobaculum sind durch Flagellen beweglich, andere sind unbeweglich. Die A. desmolans zeigt eine taumelnde Bewegung durch vier bis sechs langen Flagellen. Zellen treten einzeln, paarweise oder in Ketten auf und sind kokkenförmig oder kurze Stäbchen. Die Zellwand enthält meso-Diaminopimelinsäure. Agathobaculum-Kolonien haben typischerweise eine kreisförmige Form, eine konvexe Erhebung und eine weiße bis gelbliche Farbe.
Obwohl sie als nicht sporulierende Arten beschrieben wurden, wurden in der Genomsequenz mehrere mit dem Sporulationsprozess in Zusammenhang stehende Gene gefunden. Es ist weiterhin sehr wahrscheinlich, dass sie Plasmide enthalten, da Gene gefunden wurden, die für den konjugalen Transfer und die Plasmamobilisierung verantwortlich sind.
Die Gattung ist Gram-positiv.

## Stoffwechsel und Wachstum
Arten von Agathobaculum sind obligat anaerob, sie tolerieren keinen Sauerstoff. Sie sind chemoorganotroph, sie benötigen organische Verbindungen zum Wachstum. Der Stoffwechselweg zur Energiegewinnung ist die Gärung (Fermentation). Die wichtigsten Fermentationsendprodukte sind Butyrat oder Acetat. Die Arten nutzen ein breites Spektrum an Kohlenstoffquellen, darunter d-Glucose, Saccharose, d -Maltose, Salicin, d-Xylose, l-Arabinose, d-Cellobiose und d-Xylose.

## Ökologie und die Rolle bei bestimmten Erkrankungen
Agathobaculum-Arten wurden aus menschlichen und tierischen Fäkalien isoliert. So stammt die Erstbeschreibung von Agathobaculum desmolans aus Katzenkot, A. butyriciproducens, A. ammoniilyticum und A. massiliense wurden aus menschlichen Fäkalien isoliert.
Arten der Gattung spielt eine Rolle in der Darm-Hirn-Achse („gut-brain axis“). Seine Wirkung scheint mit entzündungshemmenden Effekten und Interaktionen mit dem Nervensystem zusammen zu hängen. Sie zählt zur Darmmikrobiota, diese im Darm lebende Gemeinschaft von Bakterien können z. B. entzündliche Darmerkrankungen lindern, indem sie z. B. Butyrat produzieren und regulatorische T-Zellen induzieren. So wurde beobachtet, das durch die Produktion von kurzkettigen Fettsäuren, wie Butyrat, Agathobaculum butyriciproducens und Arten wie Phascolarctobacteriaum faecium sowie Clostridium citroneae bei entzündliche Darmerkrankung eine positive, also entzündungshemmende Wirkung zeigen. Bei der neurologischen Erkrankung des idiopathischem Normaldruckhydrozephalus wurde in einer Untersuchung davon berichtet, das die Häufigkeit von Agathobaculum abnimmt.Weitere, ebenfalls in der Häufigkeit abnehmende Gattungen, waren Paramuribaculum, Catenibacterium und eine weitere nicht näher bestimmte Art. Eine Zunahme war dem hingegen bei Escherichia, Shigella und Anaeromassilibacillus zu beobachten. Weitere vermehrte Gattungen waren Butyrivibrio, Duncaniella und eine weitere, nicht identifizierte Gattung. Des Weiteren wurde beobachtet, das Agathobaculum zu den Bakterien zählt, deren Häufigkeit bei Patienten mit der Huntington-Krankheit abnimmt. Andere Gattungen, deren Menge bei dieser Krankheit ebenfalls abnehmen sind Lachnospira, Roseburia, Clostridium, Ruminococcus, Blautia, Butyricicoccus, Phocaeicola, Coprococcus und Fusicatenibacter. Die spezifische Rolle und die zugrundeliegenden Mechanismen der schädlichen und nützlichen Bakterien bei der Entstehung der Huntington-Krankheit ist weiterhin Thema in der Forschung. Es wurde in mehreren Studien von einer verringerten Butyratproduktion bei Multiple Sklerose (MS) berichtet. Bei einer Untersuchung wurde festgestellt, das Agathobaculum und auch Blautia bei MS abnahmen. Die Veränderungen der Darmflora bei MS könnten allerdings primäre Auslöser der Krankheit sein oder stattdessen sekundäre Veränderungen zum Krankheitsverlauf widerspiegeln. Von daher wird in diesem Bereich weiterhin aktiv geforscht. Agathobaculum ammoniilyticum kann Ammonium nutzen um Glutamat zu bilden. Diese Art wurde auch vom menschlichen Darm isoliert.

Strukturformel von Trimethylamin

Struktur von Trimethylaminoxid

Eventuell scheinen jedoch nicht alle Arten ausschließlich von Vorteil für den Wirt zu sein.
So sieht es so aus, als wäre Agathobaculum desmolans an der Bildung von Trimethylamin (TMA) im Wirtdkörper beteiligt. Trimethylamin (TMA) ist ein krankheitsassoziierter Metabolit, der im menschlichen Körper ausschließlich von Mikroben produziert wird. Es wird mit Herz-Kreislauf-Erkrankung in Verbindung gebracht. Agathobaculum desmolans und einige nicht nähere bestimmte Agathobaculum-Arten besitzen ein bestimmtes Genmuster, das bbu-Gencluster, das die Umwandlung von γ-Butyrobetain (GBB), einer Vorstufe von Carnitin, zu TMA ermöglicht. Diese Fähigkeit könnte zur Bildung des krankheitsrelevanten Metaboliten Trimethylaminoxid (TMAO) beitragen. Die Rolle der Stämme von Agathobaculum im menschlichen Mikrobiom ist hierbei aber nicht ganz klar.

## Systematik
Agathobaculum zählt zu der Familie Oscillospiraceae innerhalb der Firmicutes-
im Phylum Firmicutes, Familie Oscillospiraceae, Ordnung Eubacteriales, Klasse Clostridia.
Die Typusart ist Agathobaculum butyriciproducens. Agathobaculum butyriciproducens, beschrieben im Jahr 2016, ist die Typusart der Gattung.
Es folgt eine Liste einiger Arten:
- Agathobaculum ammoniilyticum Hitch et al. 2022
- Agathobaculum butyriciproducens Ahn et al. 2016
- Agathobaculum desmolans (Morris et al. 1986) Ahn et al. 2016
- Agathobaculum faecis Liu et al. 2022
- „Agathobaculum hominis“ Liu et al. 2021
- „Candidatus Agathobaculum intestinigallinarum“ Gilroy et al. 2021
- „Agathobaculum massiliense“ Magdy Wasfy et al. 2023